# Henry Pearce
Pour les articles homonymes, voir Pearce.
Henry Pearce est un boxeur anglais combattant à mains nues né le 7 mai 1777 à Bristol et mort le 30 avril 1809 à Londres.

## Carrière
Il livre son premier combat en 1803 et domine à cette occasion Jack Firby en 10 rounds. Pearce bat ensuite Joe Berks au 24e round le 23 janvier 1804 puis Elias Spray et John Gully. Il devient enfin champion d'Angleterre des poids lourds le 6 décembre 1805 aux dépens de Jem Belcher, titre qu'il conservera jusqu'en 1807.

## Distinction
- Henry Pearce est membre de l'International Boxing Hall of Fame depuis 1993[1].

## Référence
1. ↑  (en) Biographie sur le site de l'International Boxing Hall of Fame (ibhof.com)